# دولنيني
دولنيني (Долнени) هي مدينة في مقاطعة كراسنودار في جمهورية مقدونيا.
يبلغ عدد سكانها حوالي 11378 نسمة.